# ユリウス・アイヒベルク
ユリウス・アイヒベルク（Julius Eichberg 1824年6月13日 - 1893年1月18日）は、ドイツの作曲家、音楽編集者、教育者。主にアメリカ合衆国マサチューセッツ州ボストンにおいて活動した。

## 人物・来歴
プロイセン王国デュッセルドルフ生まれ。彼に最初の音楽教育を授けたのは父であり、その訓練のおかげで彼は7歳になる頃にはヴァイオリニストとして活動できるまでになっていた。また、家庭の外でも指導を受けていた。幼少期に通ったのはヴュルツブルクにある音楽アカデミーであった。19歳のころ、メンデルスゾーンの推薦を受け、彼はベルギーのブリュッセルにあるコンセルヴァトワール、ブリュッセル王立音楽院に入学。同校では、ヴァイオリンの演奏と作曲で一等賞を獲得している。アイヒベルクはベルギー人の作曲家のシャルル＝オーギュスト・ド・ベリオの門下に入り、フランソワ＝ジョゼフ・フェティスに作曲を、Lambert Joseph Meertsにヴァイオリンを師事した。その後、11年にわたってスイスのジュネーヴのコンセルヴァトワールの教授職をつとめた。
1857年、アイヒベルクはアメリカに渡り、ニューヨーク市に2年滞在してからボストンに移った。同地では、ボストン博物館のオーケストラのディレクターとなった。1860年3月31日にはボストンのメンデルスゾーン・クラブにおいてヨハン・ゼバスティアン・バッハのヴァイオリン協奏曲第1番のアメリカ初演を行ったが、当時の批評家の一人は「重くて感動に欠け、古いこと以外価値のない曲を、アイヒベルクのような大家が演奏したことは残念」と、その意義を評価しなかった。
1867年にアイヒベルクはボストン音楽院を創立し、同年にはボストン校区の音楽監督に選任されて長くその職を務めた。また、アイヒベルク・ヴァイオリン学校も設立している。
1893年1月18日、マサチューセッツ州ボストンで死去した。満68歳没。

## 家族
娘のアンナ（アニー）・フィリッピーネ・アイヒベルク（Anna(Annie) Philippine Eichberg, Annie Eichberg Lane, 1853年 - 1927年）は、スイス・ジュネーヴ出身で、夫であるタイラー・バチェラー・キング（Tyler Batcheller King）に先立たれた後、1898年8月13日に出版業を営むジョン・レーンと再婚した。アニーは国家的愛唱歌である「To Thee, O Country」の作詞者であり、また「Brown's Retreat」、「Kitwyk」、「The Champagne Standard」、「Talk of the Town」、「According to Maria」といった著作を発表していた。